# Very Emergency
Very Emergency — третий студийный альбом американской эмо-группы, The Promise Ring вышел в 1999 году на лейбле Jade Tree Records. Музыка альбома отличается от первых работ группы и характеризуется бо́льшим уклоном в попсовую музыку.

## Список композиций
1. «Happiness Is All the Rage» — 2:55
2. «Emergency! Emergency!» — 2:55
3. «The Deep South» — 3:42
4. «Happy Hour» — 3:05
5. «Things Just Getting Good» — 4:45
6. «Living Around» — 4:05
7. «Jersey Shore» — 3:39
8. «Skips a Beat (Over You)» — 2:01
9. «Arms and Danger» — 3:23
10. «All of My Everythings» — 5:35

## Принимали участие в записи
- Дейви вон Болем — гитара, вокал
- Джейсон Гневиков — гитара
- Скотт Шоинбек — бас-гитара
- Дэн Дидиер — барабаны
- Райан Вебер — пианино